# Bent Werther
Bent Werther (8. november 1932 i København – 24. juni 1973 i Gentofte) var en dansk sanger.
Han var søn af kvartermester Ernst Werther og Gudrun Petersen og voksede op i Nyboder i det det indre København. Werther var bror til Vagn Petterson, Ib Werther og Mogens Weile. 

## Four Jacks
I 1956 kom Werther med i vokalkvartetten Four Jacks efter at Otto Brandenburg havde opdaget ham som sanger på en natklub. Gruppen fik sin storhedstid i perioden 1957-1963 efter at have været på TV i foråret 1957. I 1957 debuterede Bent Werther som pladesolist med "På kvisten hos Joe". Samme år fik Four Jacks succes med nummeret "Den vilde vind" og siden fulgte titler som "Den fredløse", "Æselsangen", "Waterloo", "O Marie, a vil hjem til dig", "Personality", "Tapre Ørn", "Mandalay" og "Kom til Alaska". Gruppen optrådte 3 år i Tivolirevyen og 2 år i Cirkusrevyen.

## Solist
Werther forlod Four Jacks i februar 1964 for at blive solist og optrådte bl.a. på Granada Bar på Nørrebro og Cafe Øresund i Nyhavn. Men han fik ikke den samme store succes som solist og fik en professionel og personlig nedtur med sygdom og alkoholproblemer. Han fik dog en række hits på plade i årene 1965-1972 bl.a. "Jeg har en tiger i mit hus" og "En go' fidus". Fra midten af 1960'erne etablerede han et samarbejde med Gustav Winckler. De dannede et showpar og turnerede i begyndelsen af 1970'erne rundt i landet med "Bugtalersangen", "Bare der er sol i dine øjne" og "Hønsefarmen".
Sammen med Gustav Winckler var han netop påbegyndt en lang turné omfattende over 100 forskellige jobs, da han pludselig forsvandt efter en optræden og ikke mødte op til den næste. Det var almindelig kendt i branchen at Bent Werther havde store alkoholproblemer. Til sidst blev han fundet syg i Esbjerg og blev i hast indlagt på Gentofte Amtssygehus. Efter tre dage på sygehusets afdeling for leversygdomme, døde han uden at være kommet til bevidsthed. 

## Privatliv
Werther giftede sig med Anita Lindskog i 1953, de havde året før mødt hinanden på et kurhotel i Värmland. De fik tre døtre: Lena Werther (gift Gustafsson) født 26. februar 1954 og tvillingerne Yvonne og Susanne Werther født 2. april i 1955. Bent Werther blev senere gift med Jonna Werther med hvem han også fik en datter og tvillingedrenge. Desuden havde han to børn fra et tidligere ægteskab med Lonnie Hermansen, kusine til operasangerinde Kirsten Hermansen.[kilde mangler]